# Sarax timorensis
Espèce
Sarax timorensis est une espèce d'amblypyges de la famille des Charinidae.

## Distribution
Cette espèce est endémique du Timor oriental. Elle se rencontre à Lautém près du lac Lalaro dans la grotte Puropoko.

## Description

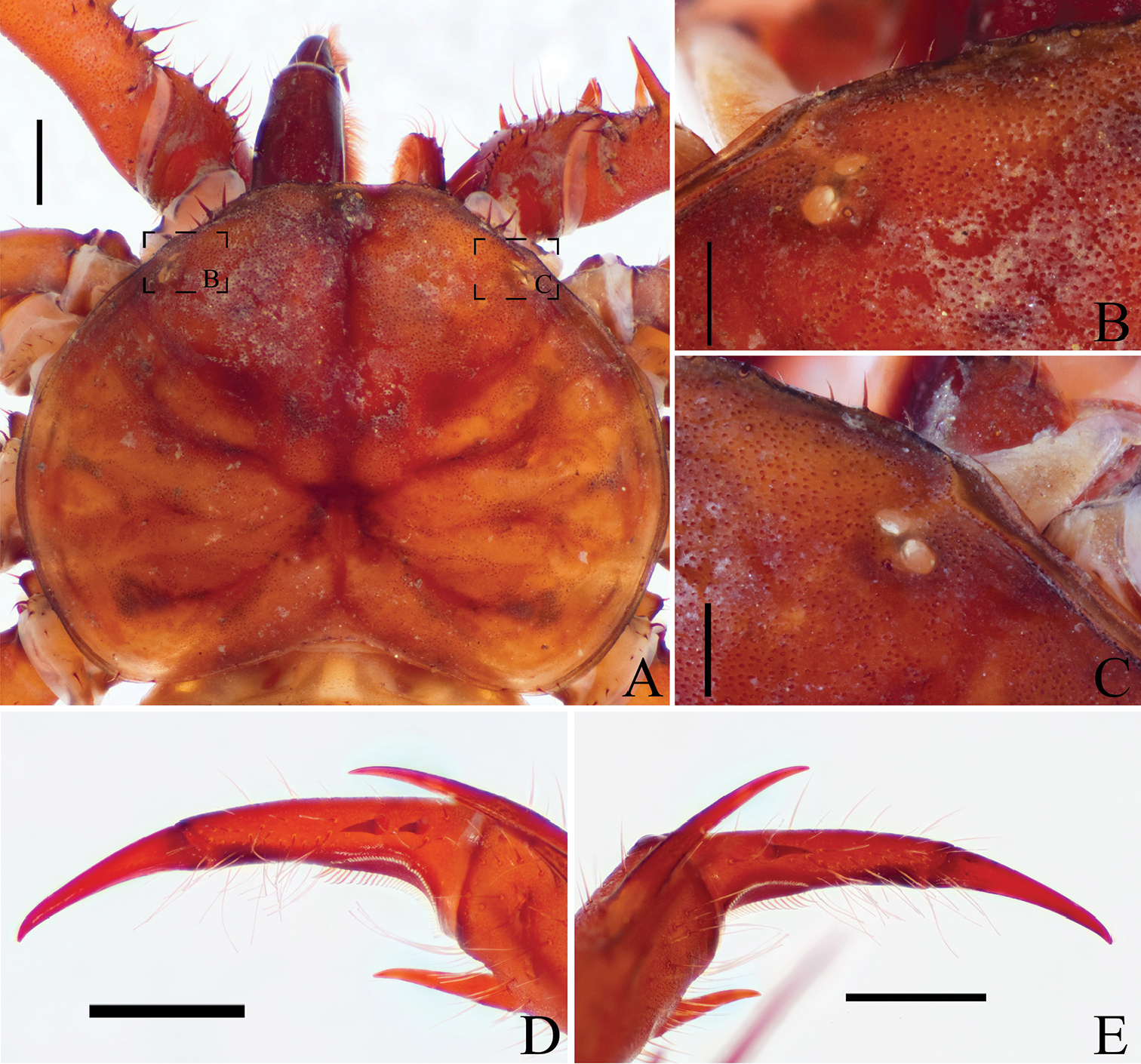
Sarax timorensis ♂

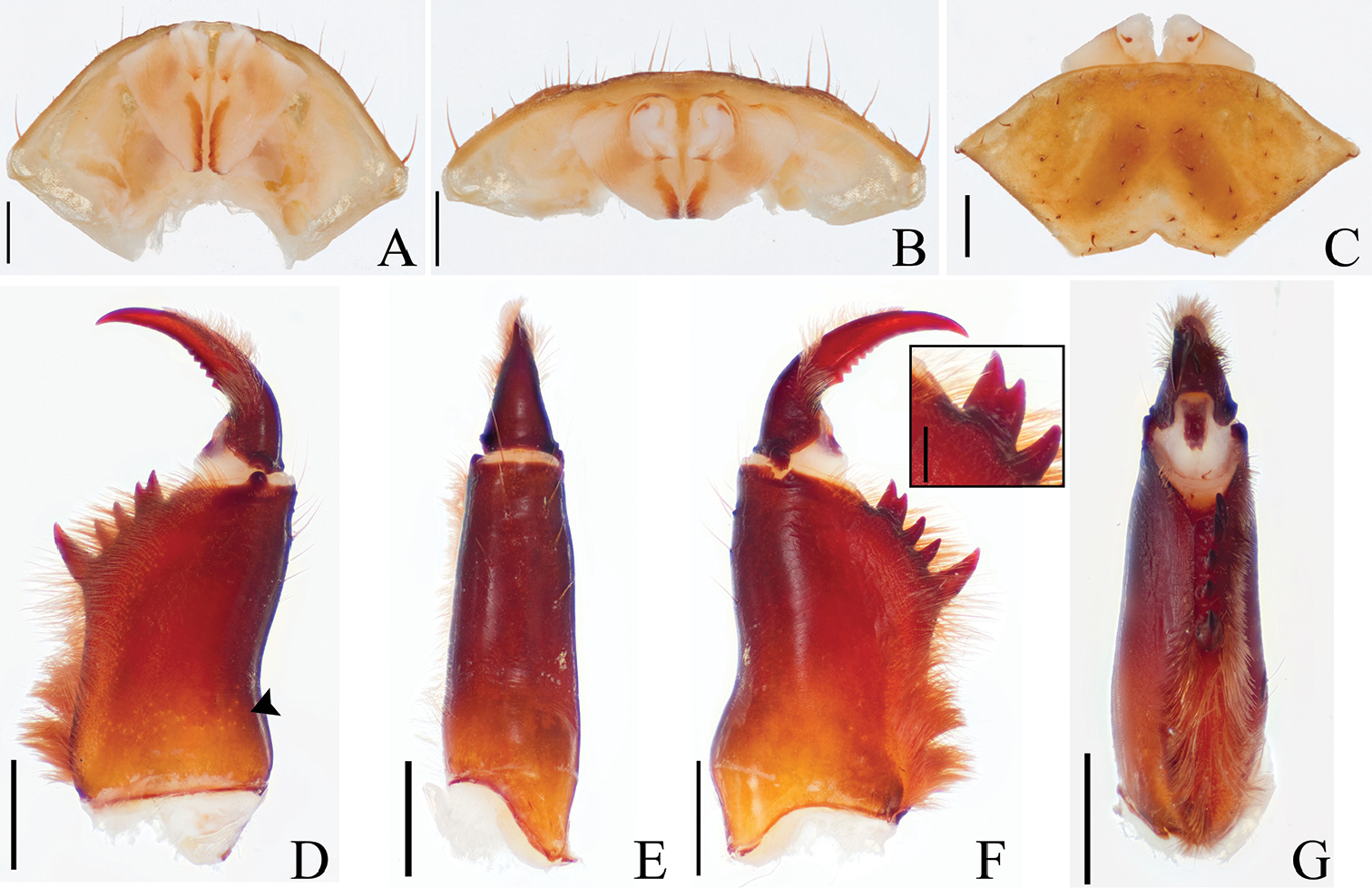
Sarax timorensis ♂

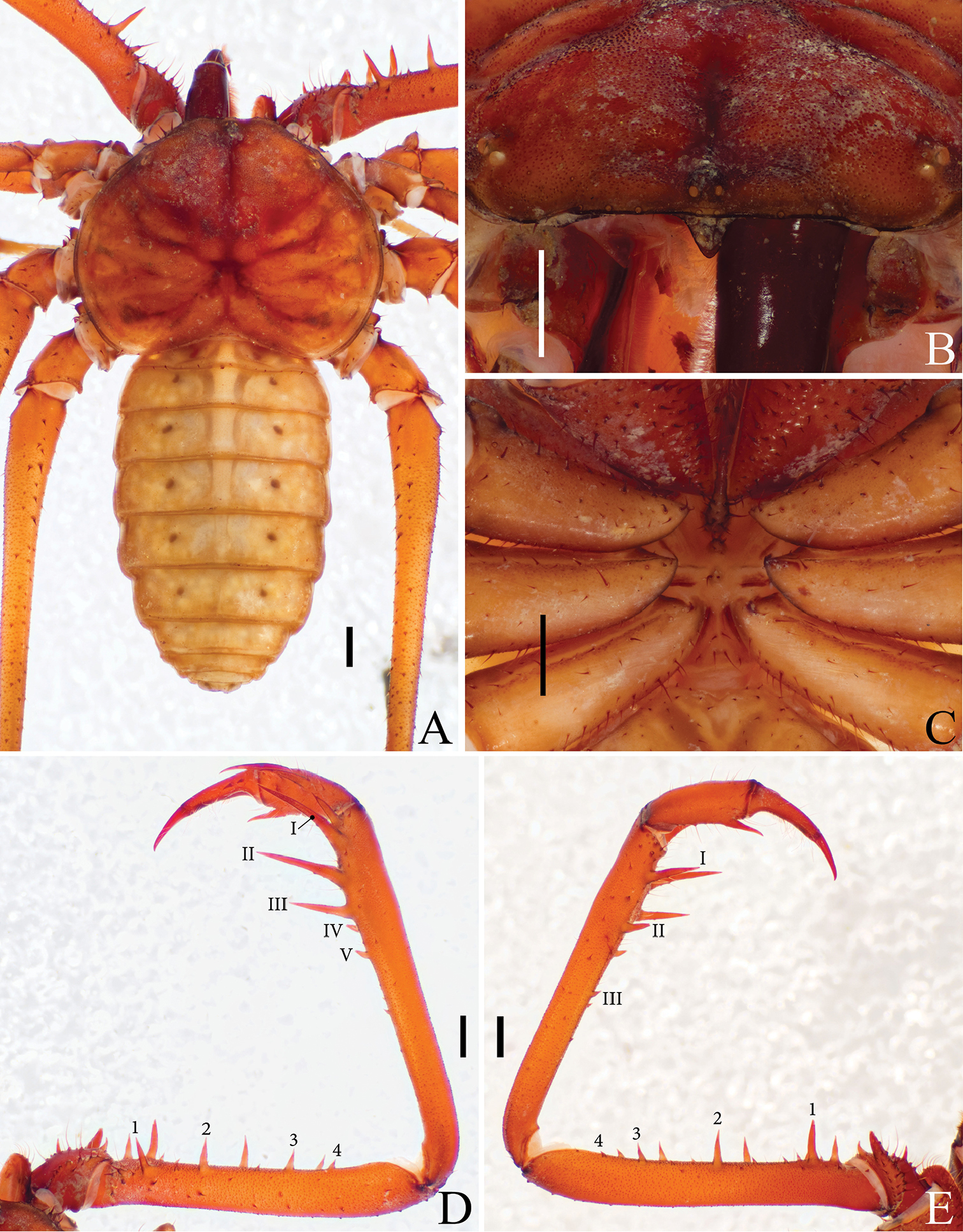
Sarax timorensis ♂

Le mâle holotype mesure 12,82 mm, la carapace mesure 4,96 mm de long sur 6,64 mm.

## Étymologie
Son nom d'espèce, composé de timor et du suffixe latin -ensis, « qui vit dans, qui habite », lui a été donné en référence au lieu de sa découverte, Timor.

## Publication originale
- Miranda & Reboleira, 2019 : « Amblypygids of Timor-Leste: first records of the order from the country with the description of a remarkable new species of Sarax (Arachnida, Amblypygi, Charinidae). » ZooKeys, no 820, p. 1–12 (texte intégral).